# Holland Casino Rotterdam
Het Holland Casino Rotterdam is een casino in Rotterdam, gevestigd aan het Weena in Central Plaza. Het casino wordt geëxploiteerd door Holland Casino, het gebouw is eigendom van Unibail-Rodamce-Westfield.

## Geschiedenis
Op 22 juni 1983 plaatste de Raad voor de Casinospelen een advertentie in de Staatscourant met een oproep aan gemeentebesturen zich te melden indien zij in aanmerking wilden komen voor een nieuwe casinovestiging. Het Holland Casino had op dat moment slechts vestigingen in Scheveningen, Valkenburg en Zandvoort. De gemeente Rotterdam besloot zich aan te melden.
Naar aanleiding van de inschrijving adviseerde de Raad voor de Casinospelen dat er nieuwe Holland Casino-vestigingen moesten komen in Amsterdam, Rotterdam, Breda, Nijmegen en Groningen.
De gemeenteraad van Rotterdam stemde op 16 augustus 1984 formeel in met de nominatie. In het debat werd onderstreept dat een casino gewenst is om illegale gokhuizen te bestrijden. Rotterdam kende veel illegale gokgelegenheden, zoals Golden Ten.
Op 29 november 1985 werd het Holland Casino Rotterdam geopend in het Hilton Hotel Rotterdam. Burgemeester Bram Peper was hierbij aanwezig. De vestiging het Hilton was tijdelijk. Er waren plannen voor de bouw van een multifunctioneel gebouw waarin naast het casino ook winkels, kantoren, parkeerplaatsen, een vijfsterrenhotel en een sportschool zouden komen.
Op 14 juni 1992 werd het nieuwe casino in het Weena Plaza geopend. Het was op dat moment het tweede casino qua grootte in Nederland, alleen het Holland Casino Amsterdam (Lido) was groter.
De accommodatie werd in 2009 en 2016 gerenoveerd. Van 2017 tot en met 2024 was het casino 24 uur per dag geopend. 

## Flora

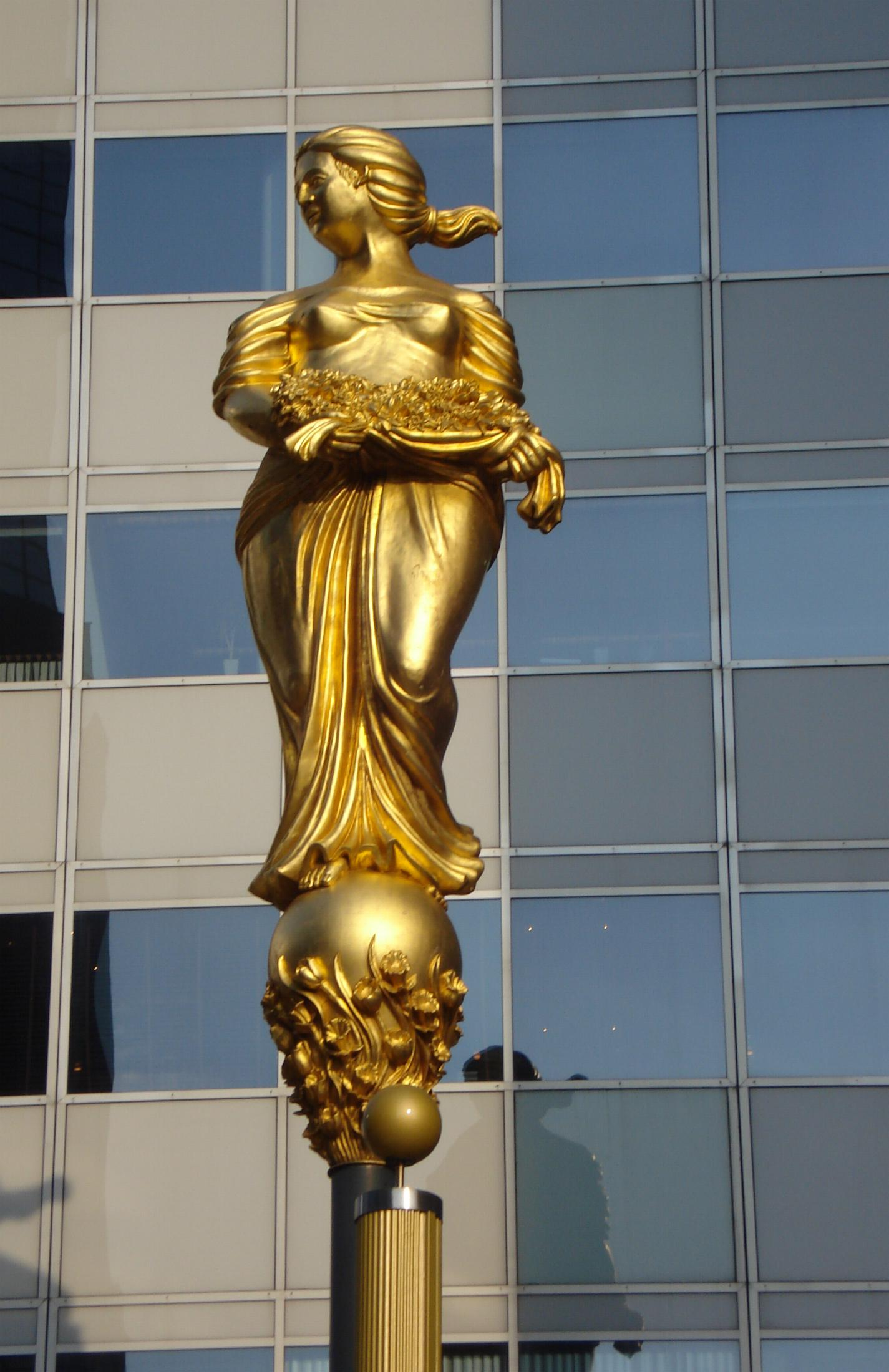

Boven de ingang van het casino staat een verguld bronzen beeld van Flora, de Romeinse godin van de lente en de bloemen. De maker van het beeld is Theo Crosby. In de volksmond wordt dit beeld ook wel het Weenawijf genoemd.

## Poker
Een aanbod in Holland Casino Rotterdam bestaat uit poker. Het casino heeft wekelijkse pokertoernooien en dagelijkse cashgames. Daarnaast was het bedrijf gastheer van een aantal pokertoernooiseries. Sinds 2012 organiseert het casino de Rotterdam Poker Series. In het verleden werden ook de Dutch Open (2009 t/m 2013) en de WSOP Circuit Rotterdam (2017 t/m 2022) er verspeeld.